# 齋藤飛鳥の今夜は飲んで帰ろう
『齋藤飛鳥の今夜は飲んで帰ろう』（さいとうあすかのこんやはのんでかえろう）は、日本テレビ系列で2025年7月5日（4日深夜）から7月26日（25日深夜）まで「Friday's EDGE」枠で放送された齋藤飛鳥初の単独冠トークバラエティ番組。

## 概要
本番組は、フリートークしたり、本来の自分に戻って遊んだり、齋藤が好みの人と好むことを心ゆくまで楽しむ、等身大の姿を伝える。
齋藤は「飲んで帰ろう、って番組ですが、お酒に限定しているわけではなく、お酒でもジュースでもお茶でも、何かドリンクを片手に誰かとしゃべったり、1人でリラックスしたり…そんな気ままな番組です。好きに飲んで食べて、好きな人を呼んでくださいって言われてます。何が始まるんだろう～」とコメントしている。
動画配信サービス『Hulu』では、地上波放送版に未公開シーンを加えた「Hulu完全版」が放送終了後に独占配信されている。

## 放送リスト
| 回 | 放送日  | ゲスト                     | 編   | 備考           |
| -- | ------- | -------------------------- | ---- | -------------- |
| 1  | 7月5日  | 白石麻衣、ヒコロヒー       | 前編 | [ 2 ]          |
| 2  | 7月12日 | 白石麻衣、ヒコロヒー       | 後編 | [ 2 ]          |
| 3  | 7月19日 | こっちのけんと、上白石萌歌 | 前編 | [ 4 ] [ 注 2 ] |
| 4  | 7月26日 | こっちのけんと、上白石萌歌 | 後編 | [ 5 ] [ 注 3 ] |

## ネット局
| 放送対象地域   | 放送局                    | 系列                                         | 放送期間               | 放送日時                     | ネット状況 | 備考  |
| -------------- | ------------------------- | -------------------------------------------- | ---------------------- | ---------------------------- | ---------- | ----- |
| 関東広域圏     | 日本テレビ（NTV）         | 日本テレビ系列                               | 2025年7月5日 - 7月26日 | 土曜 0:30 - 0:59（金曜深夜） | 【制作局】 | [ 2 ] |
| 北海道         | 札幌テレビ（STV）         | 日本テレビ系列                               | 2025年7月5日 - 7月26日 | 土曜 0:30 - 0:59（金曜深夜） | 同時ネット |       |
| 青森県         | 青森放送（RAB）           | 日本テレビ系列                               | 2025年7月5日 - 7月26日 | 土曜 0:30 - 0:59（金曜深夜） | 同時ネット |       |
| 岩手県         | テレビ岩手（TVI）         | 日本テレビ系列                               | 2025年7月5日 - 7月26日 | 土曜 0:30 - 0:59（金曜深夜） | 同時ネット |       |
| 宮城県         | ミヤギテレビ（MMT）       | 日本テレビ系列                               | 2025年7月5日 - 7月26日 | 土曜 0:30 - 0:59（金曜深夜） | 同時ネット |       |
| 秋田県         | 秋田放送（ABS）           | 日本テレビ系列                               | 2025年7月5日 - 7月26日 | 土曜 0:30 - 0:59（金曜深夜） | 同時ネット |       |
| 山形県         | 山形放送（YBC）           | 日本テレビ系列                               | 2025年7月5日 - 7月26日 | 土曜 0:30 - 0:59（金曜深夜） | 同時ネット |       |
| 福島県         | 福島中央テレビ（FCT）     | 日本テレビ系列                               | 2025年7月5日 - 7月26日 | 土曜 0:30 - 0:59（金曜深夜） | 同時ネット |       |
| 山梨県         | 山梨放送（YBS）           | 日本テレビ系列                               | 2025年7月5日 - 7月26日 | 土曜 0:30 - 0:59（金曜深夜） | 同時ネット |       |
| 新潟県         | テレビ新潟（TeNY）        | 日本テレビ系列                               | 2025年7月5日 - 7月26日 | 土曜 0:30 - 0:59（金曜深夜） | 同時ネット |       |
| 長野県         | テレビ信州（TSB）         | 日本テレビ系列                               | 2025年7月5日 - 7月26日 | 土曜 0:30 - 0:59（金曜深夜） | 同時ネット |       |
| 富山県         | 北日本放送（KNB）         | 日本テレビ系列                               | 2025年7月5日 - 7月26日 | 土曜 0:30 - 0:59（金曜深夜） | 同時ネット |       |
| 石川県         | テレビ金沢（KTK）         | 日本テレビ系列                               | 2025年7月5日 - 7月26日 | 土曜 0:30 - 0:59（金曜深夜） | 同時ネット |       |
| 鳥取県・島根県 | 日本海テレビ（NKT）       | 日本テレビ系列                               | 2025年7月5日 - 7月26日 | 土曜 0:30 - 0:59（金曜深夜） | 同時ネット |       |
| 広島県         | 広島テレビ（HTV）         | 日本テレビ系列                               | 2025年7月5日 - 7月26日 | 土曜 0:30 - 0:59（金曜深夜） | 同時ネット |       |
| 山口県         | 山口放送（KRY）           | 日本テレビ系列                               | 2025年7月5日 - 7月26日 | 土曜 0:30 - 0:59（金曜深夜） | 同時ネット |       |
| 徳島県         | 四国放送（JRT）           | 日本テレビ系列                               | 2025年7月5日 - 7月26日 | 土曜 0:30 - 0:59（金曜深夜） | 同時ネット |       |
| 香川県・岡山県 | 西日本放送（RNC）         | 日本テレビ系列                               | 2025年7月5日 - 7月26日 | 土曜 0:30 - 0:59（金曜深夜） | 同時ネット |       |
| 高知県         | 高知放送（RKC）           | 日本テレビ系列                               | 2025年7月5日 - 7月26日 | 土曜 0:30 - 0:59（金曜深夜） | 同時ネット |       |
| 福岡県         | 福岡放送（FBS）           | 日本テレビ系列                               | 2025年7月5日 - 7月26日 | 土曜 0:30 - 0:59（金曜深夜） | 同時ネット |       |
| 長崎県         | 長崎国際テレビ（NIB）     | 日本テレビ系列                               | 2025年7月5日 - 7月26日 | 土曜 0:30 - 0:59（金曜深夜） | 同時ネット |       |
| 熊本県         | くまもと県民テレビ（KKT） | 日本テレビ系列                               | 2025年7月5日 - 7月26日 | 土曜 0:30 - 0:59（金曜深夜） | 同時ネット |       |
| 鹿児島県       | 鹿児島読売テレビ（KYT）   | 日本テレビ系列                               | 2025年7月5日 - 7月26日 | 土曜 0:30 - 0:59（金曜深夜） | 同時ネット |       |
| 宮崎県         | テレビ宮崎（UMK）         | フジテレビ系列 日本テレビ系列 テレビ朝日系列 | 2025年7月5日 - 7月26日 | 土曜 0:30 - 0:59（金曜深夜） | 同時ネット |       |
| 静岡県         | 静岡第一テレビ （SDT）    | 日本テレビ系列                               | 2025年7月11日 - 8月1日 | 金曜 2:04 - 2:34（木曜深夜） | 遅れネット | [ 1 ] |

## スタッフ
- 企画・演出 - 原 皓史
- ナレーション - 市來玲奈（日本テレビアナウンサー）
- 構成 - 西村英樹、宮下勇二
- カメラ - 三浦貴広、川島孝夫、小長井大輔
- 撮影協力 - RMS CAMPER RENTAL
- 編集 - 藤原悠史（ヌーベルアージュ）、金子 愛（ヌーベルアージュ）
- MA - 平山達也（ヌーベルアージュ）
- 音声 - 中谷雄暉
- 音効 - 田口優太（grasp）、安原裕人（grasp）
- TK - 山岸由佳
- デスク - 宮沢 薫
- ディレクター - 久島拓也、中尾光佐、深谷莉菜、大内実夢、倉田倫直
- チーフプロデューサー - 齊山嘉伸
- プロデューサー - 宮嶋果南、森山琢哉、貝山京子、右京美穂、山本彩加
- 技術協力 - イメージランド
- 衣装協力 - Zoff、PUMA
- 美術プロデューサー - 上田貴博
- 美術協力 - 日テレアート
- 制作協力 - AXON
- 製作著作 - 日本テレビ